# 100 років Львівському театру опери та балету (монета)
«100 ро́ків Льві́вському теа́тру о́пери та бале́ту» — пам'ятна монета номіналом 5 гривень, випущена Національним банком України, присвячена одному з визначних центрів української оперної та балетної школи — Львівському державному академічному театру опери та балету ім. Соломії Крушельницької.
Монету введено в обіг 30 жовтня 2000 року. Вона належить до серії «Інші монети».

## Опис монети та характеристики
| Номінал грн. | Метал      | Маса, г | Діаметр, мм | Якість виготовлення | Гурт     | Тираж, штук |
| ------------ | ---------- | ------- | ----------- | ------------------- | -------- | ----------- |
| 5            | нейзильбер | 16,54   | 35,0        | звичайна            | рифлений | 50 000      |

### Аверс
На аверсі монети угорі розміщено малий Державний Герб України, зображення ліри між скульптурами «Комедії» та «Трагедії», які прикрашають інтер'єр театру, логотип Монетного двору і написи: «УКРАЇНА», «2000», «5», «ГРИВЕНЬ».

### Реверс

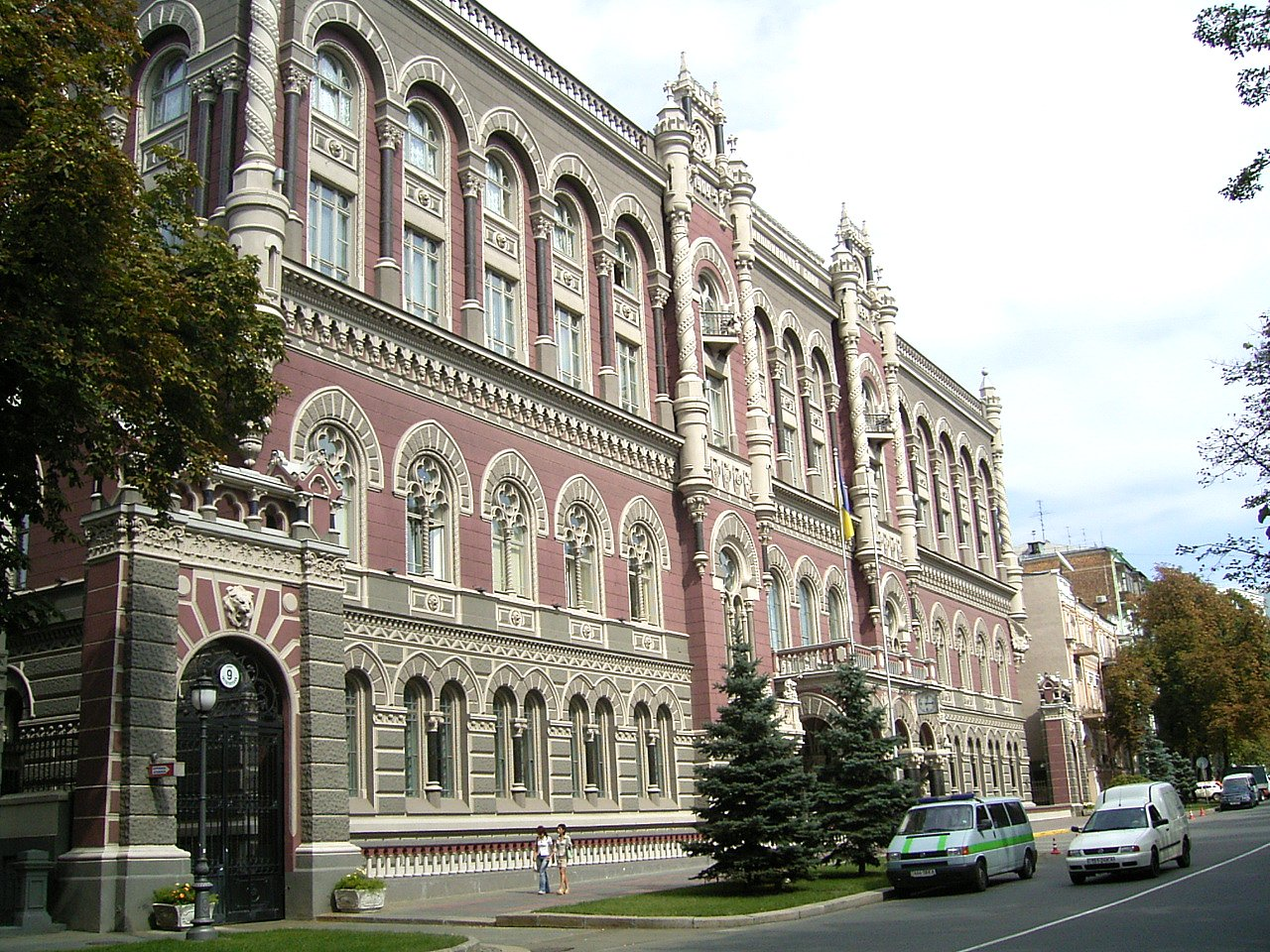
Будівля Національного банку України

На реверсі монети розміщено зображення будівлі театру та написи: круговий — «ЛЬВІВСЬКИЙ ТЕАТР ОПЕРИ ТА БАЛЕТУ» та «100 РОКІВ».

## Автори
- Художник — Бєляєв Сергій.
- Скульптори: Дем'яненко Володимир, Атаманчук Володимир.

## Вартість монети
Під час введення монети в обіг 2000 року, Національний банк України розповсюджував монету через свої філії за номінальною вартістю — 5 гривень.
Фактична приблизна вартість монети, з роками змінювалася так:
| Рік        | 2010 | 2011 | 2012 | 2013 | 2014 | 2015 | 2016 | 2017 | 2018 | 2019 | 2020 | 2021 | 2022 | 2023 | 2024 | 2025 |
| ---------- | ---- | ---- | ---- | ---- | ---- | ---- | ---- | ---- | ---- | ---- | ---- | ---- | ---- | ---- | ---- | ---- |
| Ціна, грн. | 80   | 100  | 100  | 100  | 110  | 140  | 190  | 260  | 250  | 215  | 200  | 220  | 200  | 230  | 380  | 350  |